# Jean-Noël Thorel
Jean-Noël Thorel (* 31. Juli 1947 in Châtillon) ist ein französischer Biologe, Apotheker und Pokerspieler.
Thorel hat sich mit Poker bei Live-Turnieren mehr als 15 Millionen US-Dollar erspielt und ist damit der erfolgreichste französische Pokerspieler. Er erhielt den Spitznamen „The Nutty Professor“ (deutsch Der verrückte Professor) und erzielte zahlreiche Top-3-Resultate bei hochdotierten Pokerturnieren.

## Unternehmer
Thorel entwickelte 1977 das erste Shampoo ohne austrocknende waschaktive Substanzen. 1985 gründete er in Lyon das Unternehmen Bioderma, das sich auf Hautpflegeprodukte spezialisiert hat. Bioderma ist heute weltweit in über 100 Ländern vertreten. Thorel war 2016 mit einem geschätzten Vermögen von 250 Millionen Euro einer der reichsten Menschen Frankreichs. Er lebt in Paris.

## Pokerkarriere

### Werdegang
Thorel spielt fast ausschließlich High-Roller-Events, also Pokerturniere mit Buy-ins von umgerechnet mindestens 10.000 US-Dollar.
Seine erste Geldplatzierung bei einem Live-Turnier erzielte er Mitte Februar 2008 im Aviation Club de France in Paris. Ende Januar 2009 belegte Thorel beim High Roller der European Poker Tour (EPT) in Deauville hinter Juha Helppi den zweiten Platz und erhielt ein Preisgeld von 115.200 Euro. Im Mai 2011 erreichte er beim EPT-Main-Event in Madrid die Geldränge. Anfang September 2011 wurde er beim Main Event der World Poker Tour in Paris 14. und sicherte sich mehr als 30.000 Euro. Im September 2013 landete Thorel beim EPT High Roller in Barcelona auf dem mit 181.500 Euro dotierten dritten Platz. Anfang Februar 2015 wurde er beim High Roller der EPT Deauville Zweiter hinter Josip Šimunić und erhielt dafür über 200.000 Euro. Mitte Dezember 2015 belegte er hinter Rainer Kempe den zweiten Platz beim EPT High Roller in Prag, der mit 383.200 Euro bezahlt wurde. Anfang November 2017 war Thorel erstmals bei einem Event der World Series of Poker erfolgreich und kam beim Colossus der World Series of Poker Europe im King’s Resort in Rozvadov in die Geldränge. Im Januar 2018 wurde er beim High Roller des PokerStars Caribbean Adventures (PCA) auf den Bahamas Dritter und sicherte sich rund 340.000 US-Dollar. Mitte April 2018 erreichte Thorel bei zwei Super-High-Roller-Events der partypoker Millions in Barcelona den Finaltisch und erhielt für seinen dritten und fünften Platz Preisgelder von insgesamt knapp einer Million Euro. Ende August 2018 belegte er bei einem Event der EPT in Barcelona hinter seinem Landsmann Benjamin Pollak den zweiten Platz und erhielt 703.000 Euro. Im Oktober 2019 wurde Thorel beim Diamond High Roller der World Series of Poker Europe in Rozvadov Zweiter und mit mehr als 1,3 Millionen Euro prämiert. Beim PCA wurde er Anfang Februar 2023 beim PSPC Super High Roller Zweiter und sicherte sich mehr als 2,1 Millionen US-Dollar. Ende desselben Monats durchbrach der Franzose mit einer Geldplatzierung bei der EPT in Paris die Marke von 10 Millionen US-Dollar an kumulierten Turnierpreisgeldern. Anfang August 2023 saß er beim Main Event der Triton Poker Series in London am Finaltisch und erhielt als Zweiter sein bislang höchstes Preisgeld von über 2,8 Millionen US-Dollar. Mit einem mit knapp 1,4 Millionen US-Dollar dotierten vierten Platz beim Special Triton Invitational, einem Einladungsturnier der Triton Series in Monte-Carlo mit einem Buy-in von 210.000 US-Dollar, wurde Thorel Ende Oktober 2023 zum erfolgreichsten französischen Pokerspieler.

### Preisgeldübersicht
Mit erspielten Preisgeldern von über 15 Millionen US-Dollar ist Thorel der erfolgreichste französische Pokerspieler.
| Jahr      | Preisgeld (in $) | Turniersiege |
| --------- | ---------------- | ------------ |
| 2008      | 3.971            | 0            |
| 2009      | 184.646          | 0            |
| 2010      | 15.807           | 0            |
| 2011      | 327.481          | 0            |
| 2012      | 183.457          | 0            |
| 2013      | 340.598          | 0            |
| 2014      | 73.175           | 0            |
| 2015      | 792.209          | 0            |
| 2016      | 317.310          | 0            |
| 2017      | 68.964           | 0            |
| 2018      | 2.601.062        | 0            |
| 2019      | 2.331.682        | 2            |
| 2020–2021 | 0                | 0            |
| 2022      | 292.951          | 1            |
| 2023      | 6.337.542        | 0            |
| gesamt    | 13.870.855       | 3            |